# Engelmundo
San Engelmundo (en inglés, Engelmund, Engelmond, Ingelmund) (d. 14 de mayo de 739) fue un misionero inglés en Frisia. Fue educado en su comarca natal hasta entrar en la orden benedictina. Fue ordenado sacerdote y posteriormente nombrado abad. 
Viajó a Frisia y evangelizó la región junto a San Willibrord. Estableció su base en Velsen cerca de Haarlem. La familia de Engelmundo era originariamente de la zona de Velsen.